# Enzo Jannace
Enzo Jannace (San Leucio del Sannio, 14 novembre 1935 – Napoli, 20 aprile 2018) è stato un cantante italiano.

## Biografia
Trasferitosi a Roma, dopo aver abbandonato la sua professione di sarto apprendista, studia canto con il maestro Vinci.
Nel 1959 prende parte ad un concorso di voci nuove indetto dalla Rai, arrivando in finale con il brano Addio sogni di gloria. L'anno seguente ottiene un contratto discografico con la Columbia, per la quale pubblica i primi dischi.
Nel 1961 si esibisce al Giugno della Canzone Napoletana, dove interpreta il brano Comme luceno 'e stelle abbinato a Gina Armani e il motivo Nuttata 'e manduline abbinato a Fausto Cigliano.
Partecipa con successo al Festival di Napoli 1962 e 1964, interpretando nella prima occasione il brano Sinceramente abbinato a Maria Paris, e due anni dopo la canzone E si nun fosse overo abbinato ad Aura D'Angelo.
Nella seconda metà degli anni sessanta cambia diverse case discografiche e nel 1970 raggiunge un buon successo con il motivo Musica proibita, pubblicato dall'etichetta napoletana Zeus.
L'anno successivo avrebbe proposto il brano Divertimento abbinato con Barbara e I Funamboli, al Festival di Napoli 1971, se la manifestazione non fosse stata bruscamente annullata dalla Rai.

## Discografia

### Album in studio
- 1972 – Questa è Napoli... paisà (Ariston AR/LP 12087)
- 1974 – Canzoni e romanze di tutti i tempi (Spazio 2000 EI/LP 2007)

### Singoli
- 1961 – Comme luceno 'e stelle/Nuttata 'e manduline (Columbia SCMQ 1512)
- 1962 – Core e lacreme/Spezzammo 'sta catena (Regal SRQ 96)
- 1962 – Sinceramente/Quanno tramonta 'o sole (Regal SRQ 97)
- 1962 – Senza mamma/Senza mamma (Regal SRQ 130; lato A canta la Compagnia "A. Gigliati")
- 1963 – Dincello a 'sta signora/......... (Regal SRQ 201)
- 1963 – 'Mbriaco/Nun te fermà...! (Regal SRQ 205)
- 1963 – Piccerè/Paraviso senz'ammore (Regal SRQ 209)
- 1964 – Non piangere/Perché no (Regal SRQ 241)
- 1964 – E si nun fosse overo/Teng'o vizio e te vasà (Regal SRQ 251)
- 1966 – Maria... anima mia/Suonne cu 'me (Jolly, J 50003)
- 1966 – Ma sono parole/Se mi accompagnerai (Combo, 7021)
- 1976 – Laura... ringrazio te/Asciuga le tue lacrime (e.d.i. EDI 14)
- 1976 – Malafemmena/Te voglio bene assaie (Ricordi SRL 10809)
- 1977 – Malafemmena/Bad girl (AB Record AB 708)
- 1978 – Musica proibita/Perché passano le ore (Fans, UK 2835)
- 1978 – Love in discoteca/Come le rose (Sintesi 3000 FDM 501)
- 1981 – Te voglio bene assaie/I Love You Very Much (AB Record AB 710)